# Philip von Schwerin
Curt Philip Carl von Schwerin, född 22 juli 1751 i Stockholm, död 21 september 1828 på Husby gård i Östergötland, var en svensk greve och militär (generalmajor).

## Biografi
von Schwerin blev hovjunkare 1766 och senare samma år volontär vid Drottningens livregemente till fot i Stralsund. 1769 överfördes han till Blixenska regementet i samma stad och befordrades den 9 augusti 1769 till fänrik och därefter  löjtnant 1773 och kapten 1774. 1774 bytte han regemente till Kalmar regemente och blev major 1777. Efter att han deltagit i preussiska arméns operationer i bayerska tronföljdskriget befordrades han 1784 till överstelöjtnant vid Jönköpings regemente och 1785 till överste och chef för detta förband. I denna befattning deltog han i 1788 års krig och genom sitt agerade räddade han svenska armén i slaget vid Högfors den 1 september 1789. För denna insats fick han ur Gustav III:s hand ta emot Svärdsordens stora kors.
Efter freden 1790 begärde han avsked från regementet, men befordrades 1792 till generalmajor samt förordnades samma år till tjänstgörande förste generaladjutant i Stockholm. Från denna befattning avgick han 1793, eftersom han inte kunde acceptera förhållandena Reuterholmska regim i samband med hertig Karls förmyndarskap över Gustav IV Adolf. Från armén begärde han avsked 1801. Han var ledamot av Krigsvetenskapsakademien.
Han har karaktäriserats som en i många hänseenden utmärkt personlighet men något egensinnig samt häftig och ojämn till humöret. Under finska kriget 1808–1809 hade han på egen bekostnad satt upp och övat en liten kår av frivilliga. När dessa vid fiendens första angrepp tog till flykten skyndade von Schwerin till kungen Gustav IV Adolf med en begäran att få skjuta hela styrkan. Då detta inte tilläts, anhöll han om att få utlotta var tionde man till arkebusering. När kungen inte heller gav sitt tillstånd till detta, förklarade von Schwerin sin ära kränkt och begärde efter freden sitt avsked.
Vid 1800 års riksdag tillhörde von Schwerin den moderata oppositionen, och hade en plats i Sekreta utskottet.
Den 6 april 1808 invaldes han som ledamot nummer 213 i Kungliga Musikaliska Akademien.
Philip von Schwerin var son till riksrådet greve Jacob Philip von Schwerin och riksgrevinnan Charlotta Sofia Margareta von Bohlen. Han var systerson till Carl Julius Bernhard von Bohlen. Sedan hans far avlidit 1779 blev han fideikommissarie över vad som återstod av Burensköldska fideikommissen, nämligen Husby, Fyllingarum, Sverkersholm och Borkhult med Gobo; hans farmor var friherrinnan Mariana Johanna Burensköld. Han var från 1780 gift med Ulrika Vilhelmina Putbus, men paret fick inga barn.

## Utmärkelser
- Riddare av Svärdsorden - 24 januari 1779
- Riddare med stora korset av Svärdsorden - 1 september 1789